# Telmatobius halli
Espèce
Statut de conservation UICN

 DD  : Données insuffisantes
Telmatobius halli est une espèce d'amphibiens de la famille des Telmatobiidae.

## Répartition
Cette espèce est endémique d'Ollagüe dans la province d'El Loa dans le nord du Chili. Elle se rencontre entre 2 000 et 3 400 m d'altitude.

## Étymologie
Cette espèce est nommée en l'honneur de Frank Gregory Hall.

## Publication originale
- Noble, 1938 : A new species of frog of the genus Telmatobius from Chile. American Museum Novitates, no 973, p. 1-3 (texte intégral).